# پیست پیریتا
پیست پیریتا (استونیایی: Pirita Velotrekk) یک ورزشگاه فوتبال و پیست دوچرخه‌سواری در تالین، استونی است.
این ورزشگاه که در سال ۱۹۶۹ تأسیس شده دارای ۸۰۰ نفر ظرفیت می‌باشد.

## نگارخانه

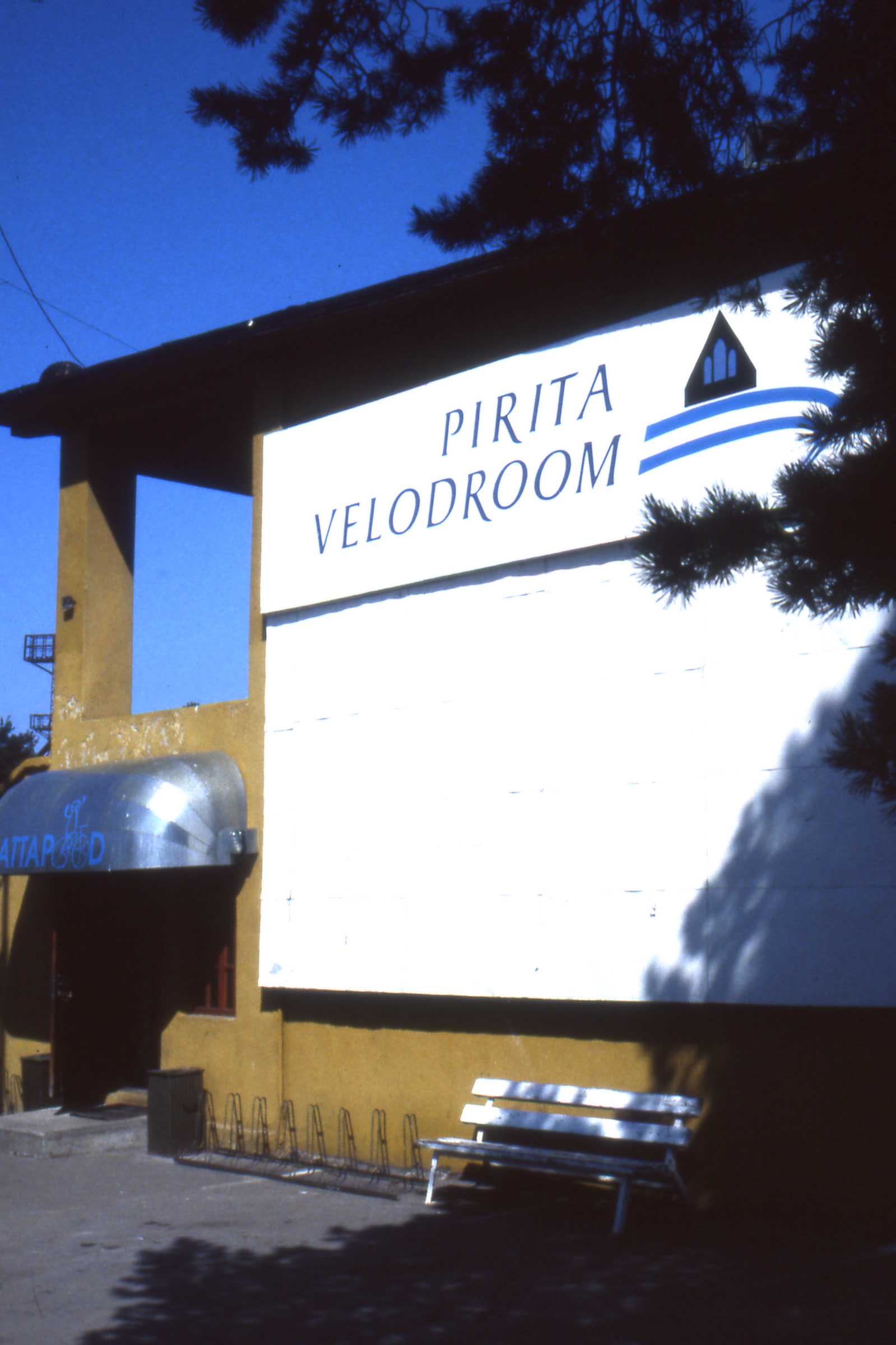
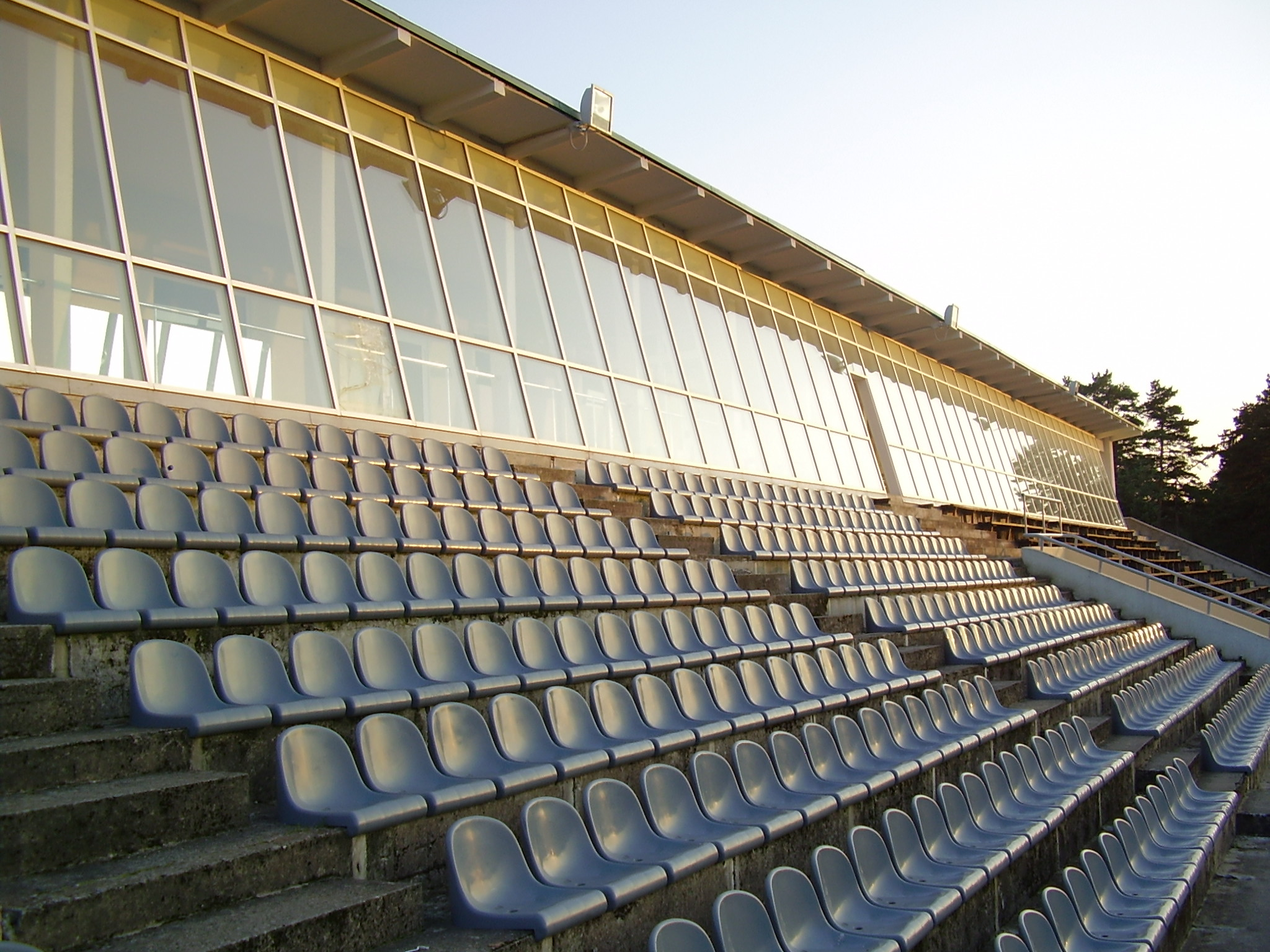
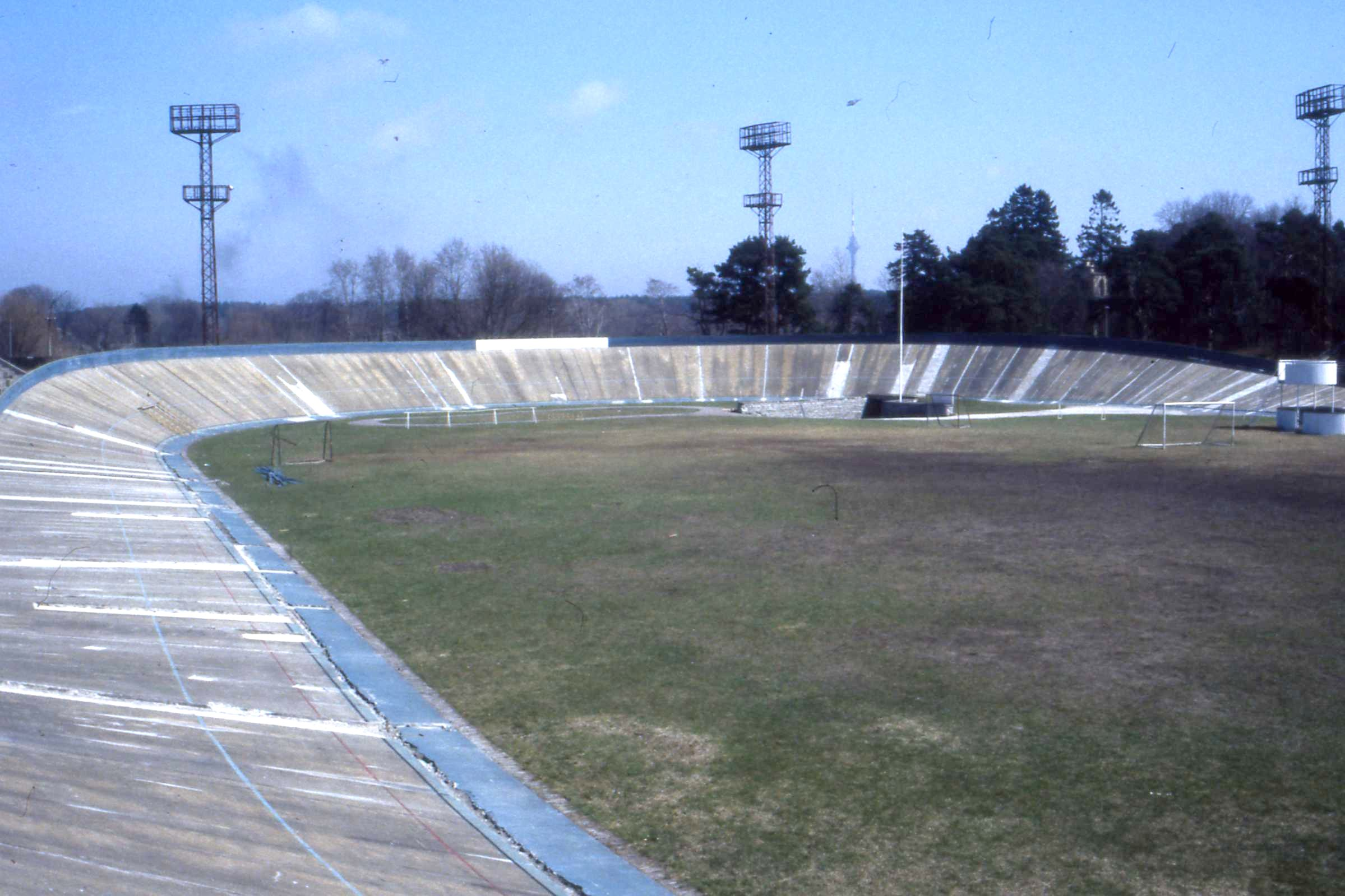